# Georg Philipp von Greiffenclau
Freiherr Georg Philipp von Greiffenclau zu Vollraths (* 20. August 1620; † 6. Juli 1689) war Rittergutsbesitzer im Rheingau und kurmainzerischer Oberamtmann in Königstein im Taunus.

## Leben
Georg Philipp stammte aus dem reichsritterlichen Geschlecht von Greiffenclau. Er heiratete am 20. August 1650 Rosina von Oberstein. Aus der Ehe gingen zwei Söhne und sechs Töchter hervor. Sein Sohn Johann Philipp von Greiffenclau zu Vollraths (1652–1719) wurde Fürstbischof von Würzburg. Nach dem Tod seiner ersten Ehefrau im Jahre 1658 heiratete er am 19. November 1659 in zweiter Ehe Anna Margaretha von Buseck († 1696). Aus der zweiten Ehe entstanden 12 Söhne und 6 Töchter.
1646 trat Georg Philipp von Greiffenclau zu Vollraths in kurhessische Dienste. 1656 wurde er zum Oberamtmann des Oberamtes Königstein ernannt. Dieses Amt versah er 26 Jahre lang, bevor er am 23. April 1682 Kurfürst Anselm Franz von Ingelheim um Entlassung bat. Den Lebensabend verbrachte er auf dem familieneigenen Gut im Rheingau.